# James Gascoyne-Cecil, 4:e markis av Salisbury
James Edward Hubert Gascoyne-Cecil, 4:e markis av Salisbury, född den 4 oktober 1861, död den 23 april 1947, var en brittisk politiker, son till Robert Gascoyne-Cecil, 3:e markis av Salisbury.
Salisbury tillhörde som lord Cranborne underhuset 1885–1892 och från 1893 till faderns död 1903, deltog som överstelöjtnant 1900 i boerkriget och var 1900–1903 först i faderns, sedan i Balfours ministär understatssekreterare för utrikesärenden samt är sedan september sistnämnda år såsom lordsigillbevarare medlem av Balfours rekonstruerade kabinett. I tullfrågan var Salisbury rätt utpräglad frihandlare, men accepterade Balfours medelvägsprogram. 
Han blev i mars 1905 handelsminister i ministären Balfour och avgick med denna i december samma år. Han var sedan en bland de ledande för yttersta högern (the diehards) i överhuset, påyrkade som sådan förkastande av 1911 års parlamentsbill även med risk av dess genomdrivande genom massutnämning av nya peerer och motsatte sig häftigt alla regeringsförslag om självstyrelse för Irland. Han blev i oktober 1922 lordsigillbevarare i Bonar Laws ministär och regeringspartiets ledare i överhuset.